# Tephrosia alba
Tephrosia alba är en ärtväxtart som beskrevs av Du Puy och Jean-Noël Labat. Tephrosia alba ingår i släktet Tephrosia och familjen ärtväxter. Inga underarter finns listade i Catalogue of Life.